# متنزه جمشيدية الوطني
متنزه جمشيدية (بالفارسية: پارک جمشيدية) يُعَد هذا المتنزه من أجمل المتنزهات الطبيعية والسياحية في طهران، حيث موقعه المتميز والجذّاب علی سفوح سلسلة جبال البرز الشاهقة، كما ويُعَد أحد المتنزهات التأريخية في إيران حيث تم انشاءه في العصر البهلوي. ويقع هذا المتنزه في منطقة نياوران شمال العاصمة طهران.

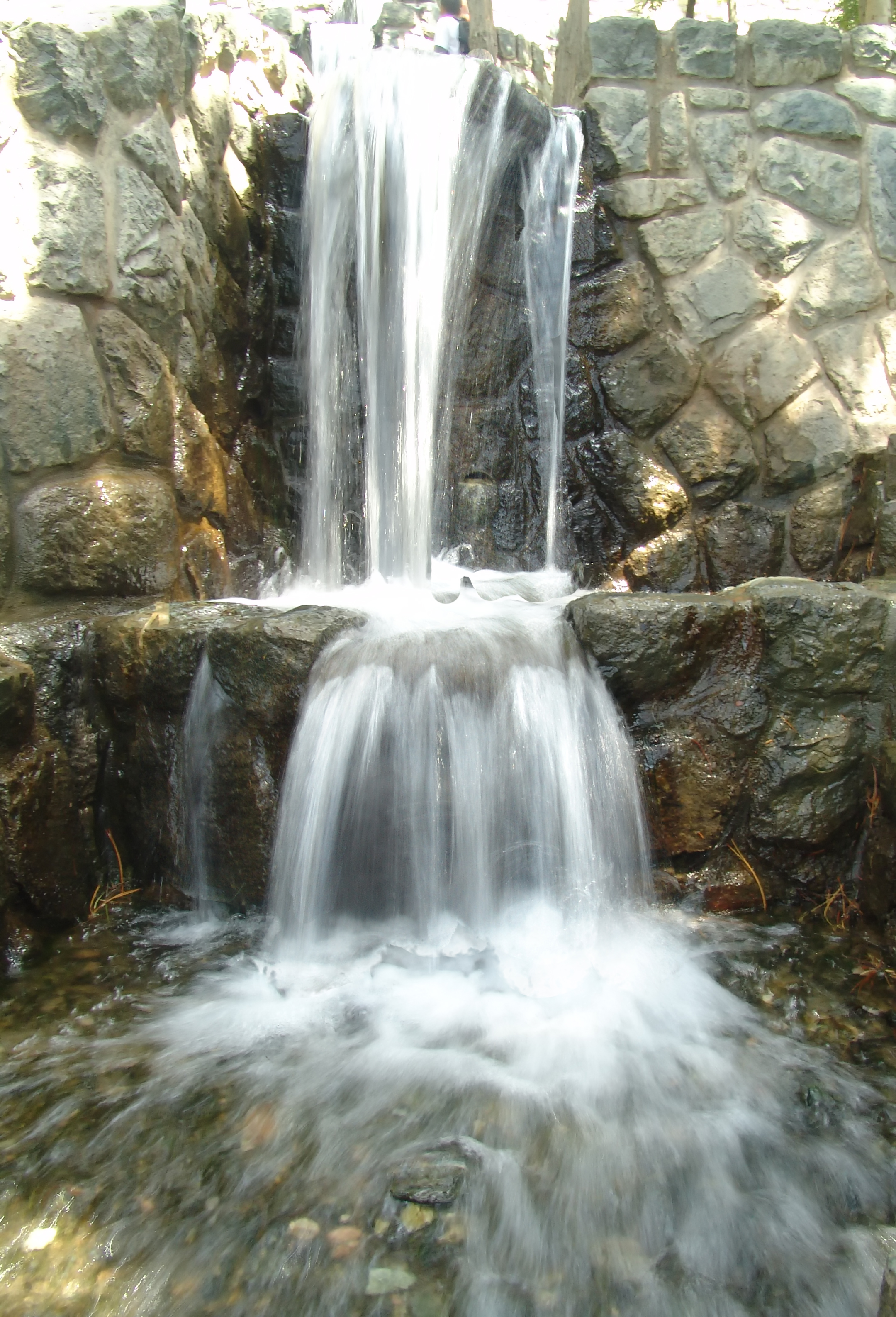
أحد الشلالات داخل المتنزه

## الموقع
يقع المتنزه في وسط السفوح الصخرية لجبل كلك جال، بستان دولو، شارع جمشيدية وشارع كلك جال ويبعد مسافة 1800 متر عن شارع نياوران.

## التأريخ
لقد تم إنشاء المبنى كحديقة خاصة من قبل الأمير كاجار ومهندس جامشيد دافالو قاجار خلال العصر البهلوي، خصصت الحديقة إلى فرح ديبا، إمبراطورة إيران.ثم أصبحت حديقة الحجر حديقة عامة في عام 1977، أعيد بناؤها وإضافة 16 هكتار مع إضافة حديقة فيردوزي في عام 1995.

## المدخل
يوجد للحديقة اربع مداخل حيث ان المدخل الاول يرتفع 1820 متر عن سطح الأرض والثاني يرتفع 2100 متر. الفضاء الداخلي للحديقة هو تلفيق من عنصري الطبيعة أي الحجر الاسود والنبات.

## مميزات
ان وجود الاحجار السوداء الصغيرة والكبيرة في ارجاء الحديقة بجوار التماثيل الصخرية والمعدنية والمسابح والاشجار الكثيفة الخضراء هي من الخصائص الفريدة التي تميز حديقة جمشيدية. بالإضافة إلى البحيرة والشلال المجاور لها والتي يضفي جمالاً خاصاً للمكان.

## الكثافة النباتية
ان الكثافة النباتة للمتنزه مكونة من 16000 شجرة وشجيرة. وكذلك اقفاص حفظ الطيور تُعتبَر من الاماكن الجميلة والتي يتمتع الكبير والصغير بروئيتها.

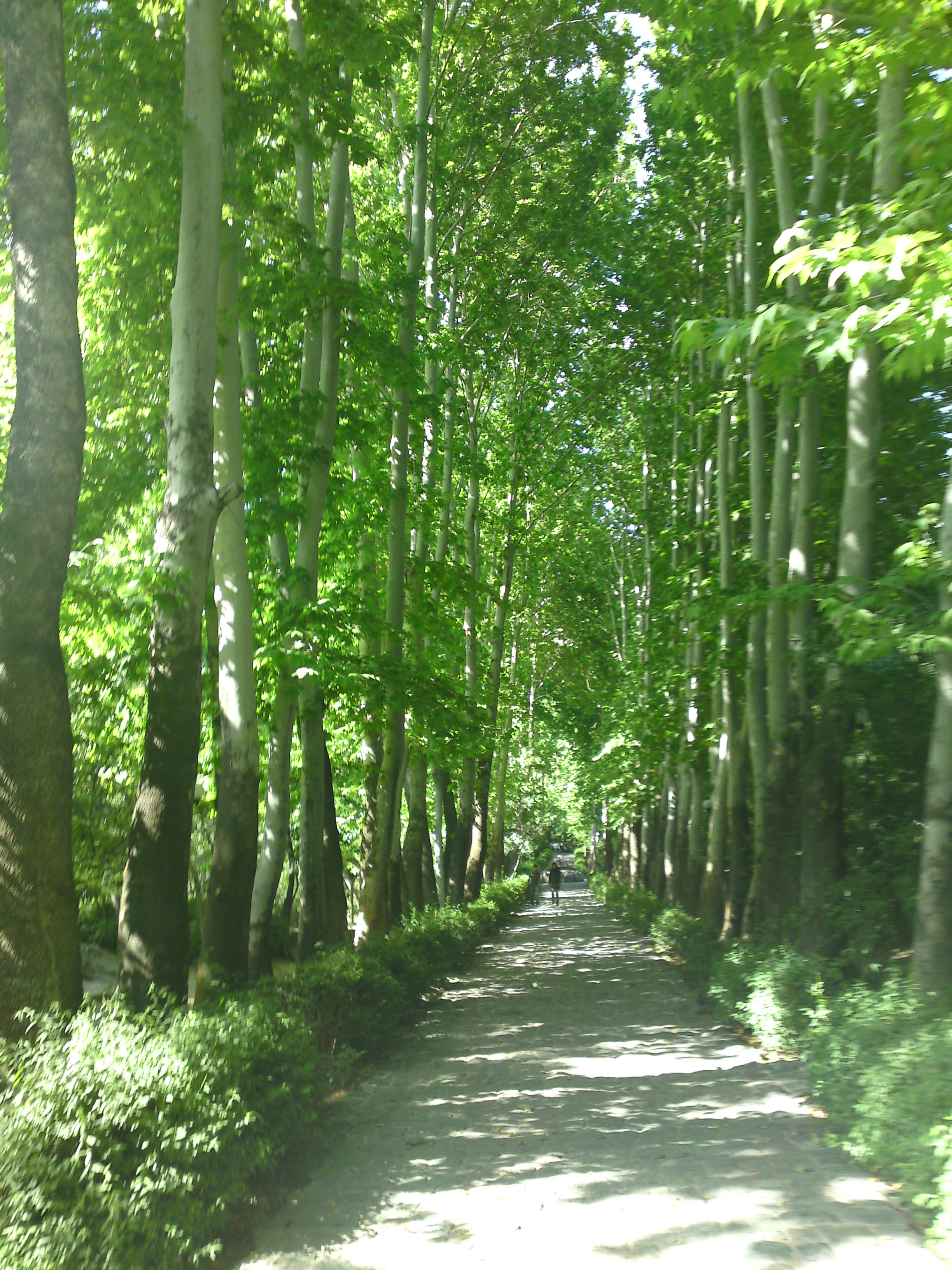
متنزه جمشيدية الوطني في طهران

## مرافق المتنزة
ان الشلال الرئيسي والبركة هي التصميم المركزي للمتنزه، اما  مسارات المشي فتستوعب شبكة من القنوات الصغيرة والضيقة التي تجلب المياه من البركة إلى المناطق السفلى من الحديقة، وكذلك هناك العديد من المطاعم والمقاهي التقليدية (بيوت الثقافة التي تمثل تنوع التراث العرقي والقبلي في إيران)، ومناطق نزهة، ومسارات المشي لمسافات طويلة من المنطقة السفلى من الحديقة على طول الطريق حتى قمة الجبل. وهناك أيضاً مدرج كلاسيكي مفتوح في الهواء الطلق.

## معرض الصور

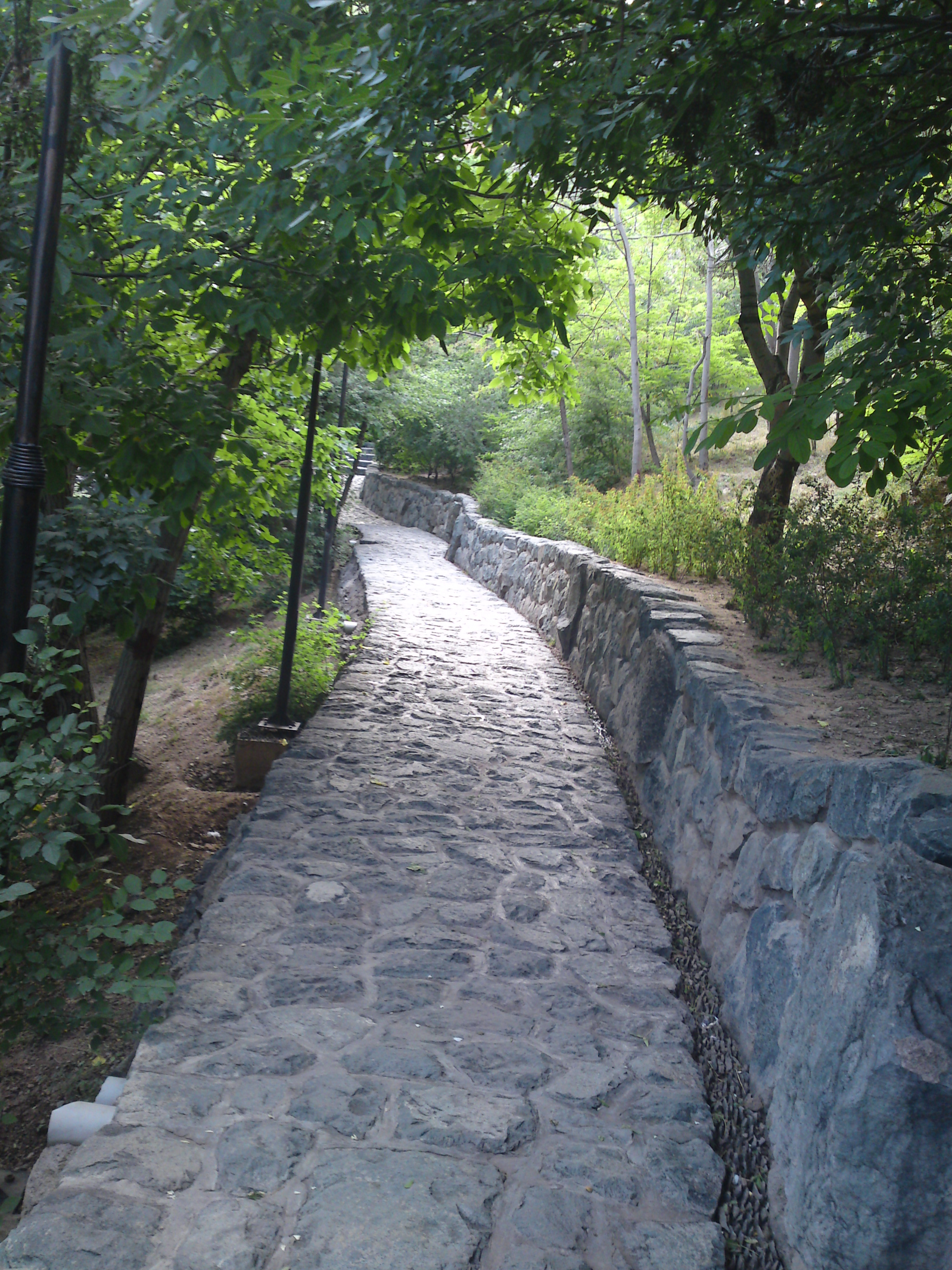
الصورة 1
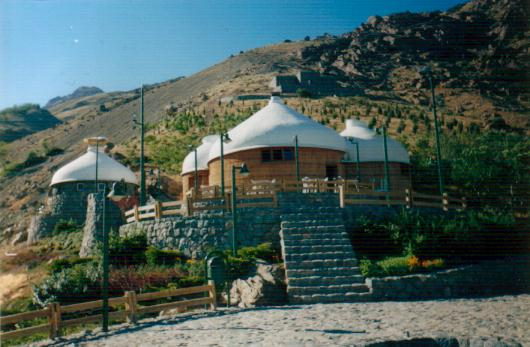
الصورة 2
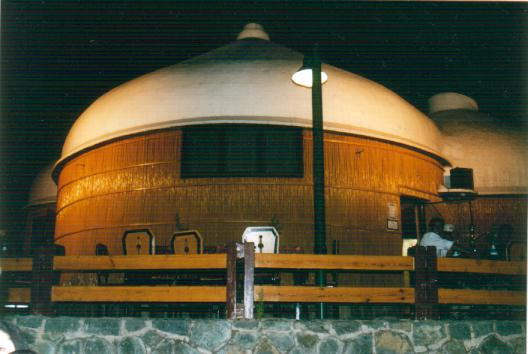
الصورة 3
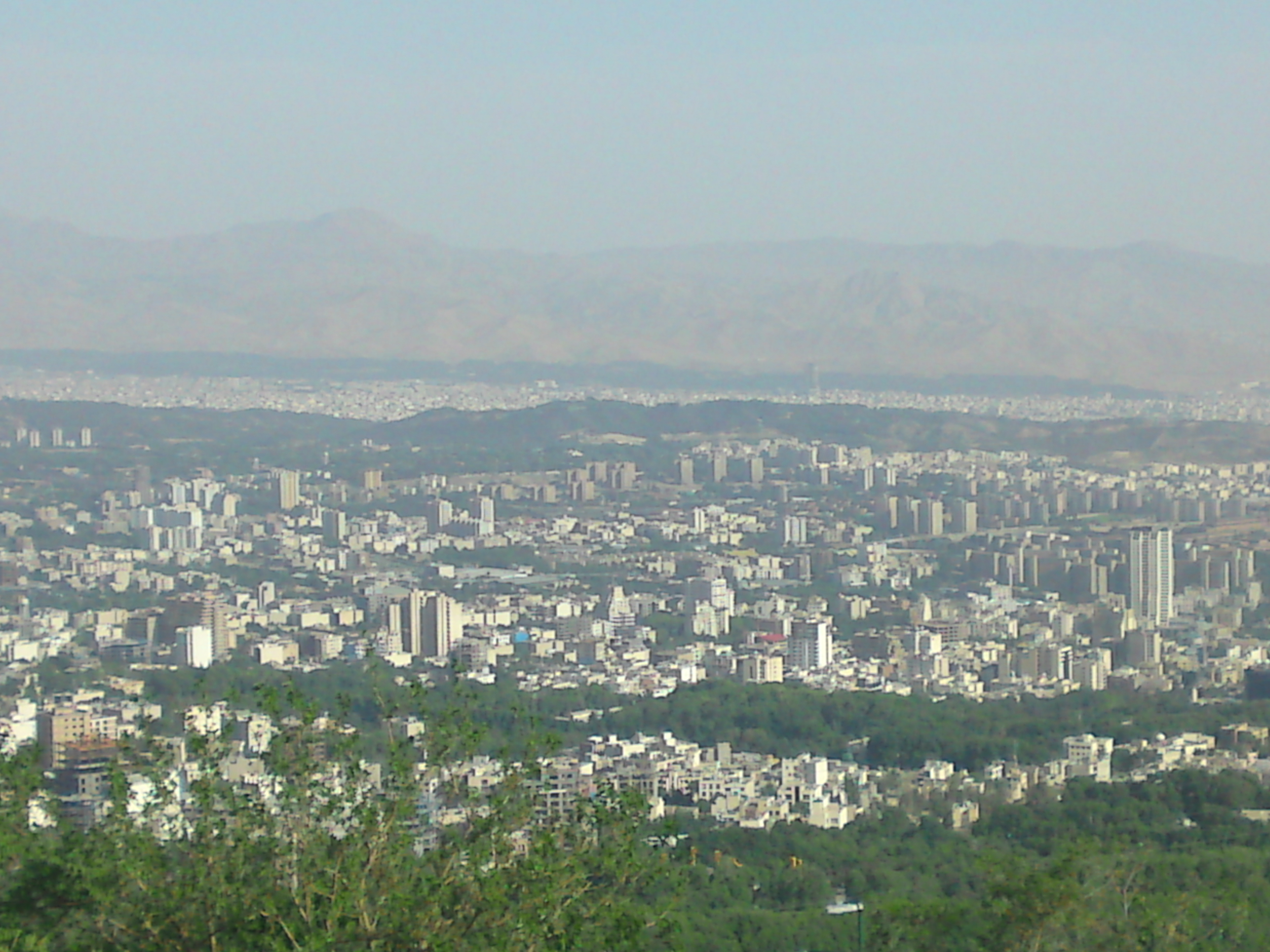
الصورة 4